# Knölig sköldlav
Knölig sköldlav (Neofuscelia loxodes) är en lavart som först beskrevs av William Nylander och som fick sitt nu gällande namn av Theodore Lee Esslinger. 
Knölig sköldlav ingår i släktet Neofuscelia och familjen Parmeliaceae. Arten är reproducerande i Sverige.

## Bildgalleri

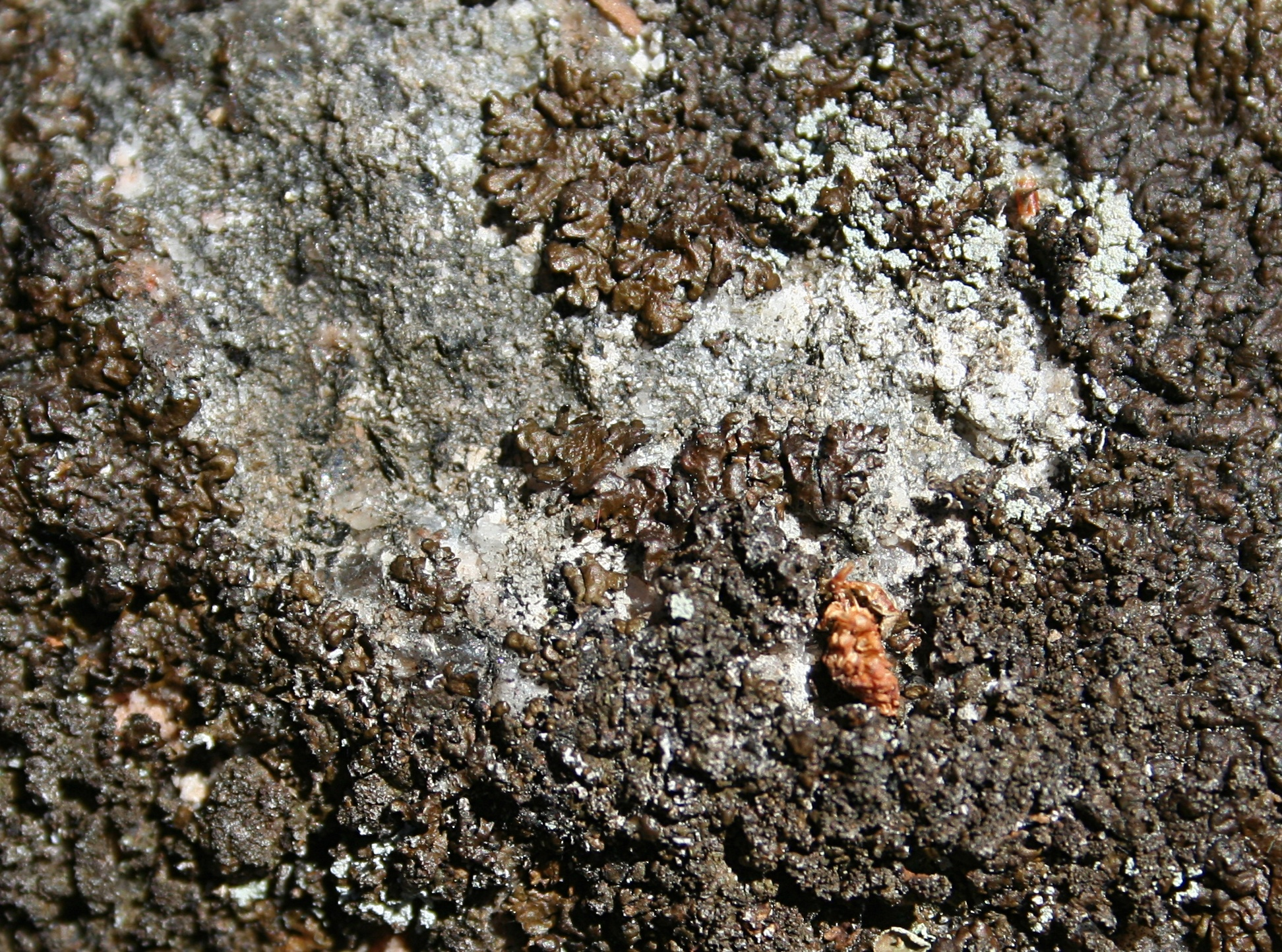